# Шкотовское городское поселение
Шкотовское городско́е поселе́ние — городское поселение в Шкотовском районе Приморского края.
Административный центр — пгт Шкотово.

## История
Статус и границы городского поселения установлены Законом Приморского края от 24 ноября 2004 года № 192-КЗ «О Шкотовском муниципальном районе».

## Население
| 2008  | 2009  | 2010  | 2011  | 2012  | 2013  | 2014  |
| ----- | ----- | ----- | ----- | ----- | ----- | ----- |
| 5300  | ↗5366 | ↘5038 | ↗5043 | ↗5045 | ↘5001 | ↘4983 |
| 2015  | 2016  | 2017  | 2018  | 2019  | 2020  | 2021  |
| ↘4973 | ↗5096 | ↘5004 | ↗5017 | ↘5010 | ↘4947 | ↘4734 |
| 2023  |       |       |       |       |       |       |
| ↘4614 |       |       |       |       |       |       |

## Состав городского поселения
В состав городского поселения входит один населённый пункт — пгт Шкотово.

## Местное самоуправление
Администрация
Адрес: 692815, пгт. Шкотово, ул. Советская, 48. Телефон: 8(42335)3-11-79
Глава администрации
- Бровченко Ирина Дмитриевна